# Устав Тульской области
Уста́в (Основно́й зако́н) Ту́льской о́бласти — Основной закон Тульской области, высший законодательный акт субъекта Российской Федерации. Устав закрепляет правовой статус Тульской области как субъекта Федерации, организацию государственной власти, порядок нормотворческой деятельности, административно-территориальное деление и организацию местного самоуправления.

## История
Устав принят Тульской областной Думой и подписан Губернатором Тульской области 28 мая 2015 года. Данный Устав является третьим по счету в истории региона. Утратили силу Уставы от 1995 и 2001 гг. Одной из причин принятия нового основного закона области, является тот факт, что за последние 14 лет основной региональный документ претерпел порядка 50 поправок и именно это стало причиной для подготовки нового текста.
Современный основной документ области изменялся и дополнялся 27.10.2016 г., 23.12.2016 г., 26.02.2018 г., 27.09.2018 г., 05.02.2019 г.

## Структура
Устав (Основной закон) Тульской области состоит из преамбулы, 4 разделов, 11 глав и 56 статей.
Преамбула провозглашает следующее. Признавая человека, его права и свободы как высшие ценности, исходя из того, что носителем суверенитета и единственным источником власти в Российской Федерации является ее многонациональный народ, понимая необходимость сохранения государственной и территориальной целостности Российской Федерации и равноправия Тульской области с другими субъектами Российской Федерации во взаимоотношениях с федеральными органами государственной власти, стремясь обеспечить благополучие и процветание Тульской области и Российской Федерации в целом, сознавая ответственность перед населением Тульской области, руководствуясь Конституцией Российской Федерации, Тульская областная Дума – законодательный (представительный) орган государственной власти Тульской области – принимает настоящий Устав (Основной Закон) Тульской области.
- Раздел I Основы правового статуса Тульской области
  - Глава 1. Общие положения (ст. 1—5)
  - Глава 2. Обеспечение и защита прав и свобод человека и гражданина (ст. 6—20)
  - Глава 3. Экономическая и финансовая основы деятельности органов государственной власти Тульской области (ст. 21—25)
- Раздел II. Система органов государственной власти Тульской области
  - Глава 4. Общие положения (ст. 26—30)
  - Глава 5. Высшее должностное лицо Тульской области - Губернатор Тульской области (ст. 31—35)
  - Глава 6. Законодательная власть Тульской области (ст. 36—45)
  - Глава 7. Исполнительная власть Тульской области (ст. 46—49)
  - Глава 8. Взаимоотношения Губернатора Тульской области, Тульской областной Думы и правительства Тульской области (ст. 50—51)
- Раздел III. Органы местного самоуправления в Тульской области
  - Глава 9. Местное самоуправление в Тульской области (ст. 52)
- Раздел IV. Заключительные положения
  - Глава 10. Порядок принятия, вступления в силу Устава (Основного Закона) Тульской области и внесения в него поправок (ст. 53—55)
  - Глава 11. Вступление в силу настоящего Устава (Основного Закона) Тульской области (ст. 56)